# Mujer latina
«Mujer latina» es una canción interpretada por la cantante mexicana Thalía, lanzada como tercer sencillo de su quinto álbum de estudio Amor a la mexicana (1997). En Europa fue lanzado como "Vengo! Vengo! (Mujer latina)".

## En la cultura popular
El exjugador de rugby Kenny Logan bailó samba con Mujer Latina en la popular serie de televisión británica Strictly Come Dancing (serie 5) en 2007. En 2011, la actriz y bailarina peruana Leysi Suárez bailó la canción en la sexta semana de la primera temporada del popular concurso de baile peruano El Gran Show. El equipo de patinaje artístico de Corea del Sur actuó con un popurrí de canciones, que incluyó "Mujer Latina", en los Juegos Olímpicos de Invierno de 2018 en Pyeongchang, Corea del Sur. En marzo de 2019, la cantante de música country Cliona Hagan bailó salsa al ritmo de la canción en la semana 9 de Dancing with the Stars (serie irlandesa 3). En 2020, NIA interpretó Mujer Latina en la Gala 8 de Operación Triunfo.

## Videoclip
Mujer Latina tiene dos videos musicales oficiales. El primero es la versión original, lanzada en todo el mundo en 1997. La segunda solo se lanzó en Europa y presenta un metraje totalmente diferente. La versión europea se considera poco común, ya que no está disponible en línea con una gran calidad de imagen. Ambos videos fueron dirigidos por Gustavo Garzón.

## Desempeño comercial
La canción tuvo éxito al aire en las estaciones de radio latinoamericanas y alcanzó el primer lugar en Chile. Alcanzó el número dos en Guatemala y también tuvo éxito en algunos países europeos como Grecia. El primer video musical de "Mujer Latina" fue nominado a Video del Año en el Premio Lo Nuestro 1998.

## Versiones
1. «Mujer Latina» (Álbum Versión) - 3:37
2. «Mujer Latina» (Instrumental Versión) - 3:37
3. «Mujer Latina» (Remix España) - 3:53
4. «Mujer Latina» (Spirit Of J Club Mix) - 6:27
5. «Mujer Latina» (Spirit Of J Radio Edit) - 3:38
6. «Mujer Latina» (Zero Club Mix) - 6:23